# Louis Leclabart
Pour les articles homonymes, voir Leclabart.
Louis Leclabart né à Péronne, le 26 juillet 1876 et mort à Amiens, le 22 octobre 1929 , est un sculpteur et un dessinateur français.

## Biographie

### Enfance
Louis Leclabart est issu d’un milieu modeste, son père, Henri Leclabart, exerçait la profession de « pailloteur » c’est-à-dire qu’il réalisait des plafonds en torchis. Son acte de naissance indique qu'il est né à Péronne le 26 juillet 1876, fils de Henri Anatole Leclabart, plafonnier 25, ans et de Céline Adèle Virginie Elisabeth Guilbert, ménagère 23 ans, au domicile de son grand père, Louis Joseph Guilbert 58 ans.
Louis était l’aîné de huit enfants, il passa sa prime enfance chez ses grands-parents maternels à Péronne puis rejoignit ses parents à Amiens.

### Les années d'apprentissage
En 1886, à l’âge de 10 ans, il commença son apprentissage artistique à l’École des Beaux-Arts d’Amiens dirigée alors par le peintre Léon Delambre. Son apprentissage fut couronné de nombreux prix en dessin et en modelage. L’ayant repéré, Albert Roze le prit à son service dans son atelier, à la fin de l’été 1893, Louis Leclabart n’avait que 17 ans. À ce titre il participa, après son service militaire (1896-1897), à la décoration de la basilique Notre-Dame de Brebières et à la réalisation du monument patriotique d’Albert en 1901.
Il épousa le 8 octobre 1898, à Amiens, Ernestine Darras, couturière, ils eurent deux garçons.
On ne connaît aucune œuvre signée de lui pendant la période où il travailla pour Albert Roze.
Entre 1906 et 1911, Louis Leclabart changea d’employeur et devint collaborateur de l’ornemaniste Paul Beaugrand avec lequel il signa plusieurs œuvres. Cette collaboration se poursuivit jusqu’en 1929.

### L’expérience de la guerre

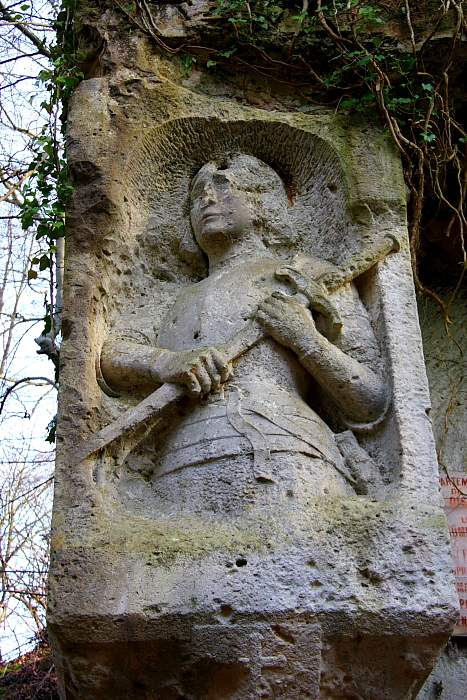
Carrière du Chauffour, sculpture de Jeanne d'Arc de Louis Leclabart.

En août 1914, Louis Leclabart fut mobilisé au 12e Régiment d’infanterie territoriale d’Amiens où étaient incorporés des hommes de plus de 34 ans. Les territoriaux devaient, en principe, être affectés à des tâches de soutien matériel des unités en ligne.
Cependant, le 12e R.I.T. fut engagé dans les combats et reçut le baptême du feu dans le Pas-de-Calais. Puis le régiment, incorporé à la 81e Division d’infanterie territoriale, fut envoyé en Belgique et prit part à la Bataille de l’Yser. Louis Leclabart vit la mort de près, de son escouade d’une quinzaine d’hommes, il n’y eut que trois survivants.
Le 11 mai 1916, le régiment fut envoyé à Villers-Bretonneux et Marcelcave et le 20 juin, il releva dans le Noyonnais, un régiment de la Légion étrangère. Il exerçait alors la fonction de brancardier, avec le grade de caporal.
Louis Leclabart réalisa pendant cette période quatre sculptures rupestres dans la Carrière du Chauffour.
D'août à novembre 1916, il participa à la rédaction d'un journal des tranchées Hurle Obus dans lequel il signa plusieurs dessins.
Le 17 mai 1917, il partit pour Trosly-Loire dans l’Aisne.
Le 10 mars 1918, Louis Leclabart fut versé dans l’armée de l’air et rejoignit l’escadrille S.A.L. 1 en tant que dessinateur. Il servit dans la Marne, l’Oise, les Vosges, la Meuse… où il corrigea, à l’aide de photographies aériennes, le plan directeur des opérations militaires.
Il fut démobilisé le 6 janvier 1919.

### Un sculpteur de la commémoration
De retour à la vie civile, Louis Leclabart reprit son métier de sculpteur en collaboration avec Paul Beaugrand. Marqué par la guerre, il réalisa huit monuments aux morts. Pour cela il s’inspira de son expérience combattante et représenta des soldats en action ou bien, il choisit de représenter des civils dans l’exercice de leur profession ou de leurs loisirs.
Mort, à Amiens, le 22 octobre 1929, il fut inhumé aux côtés de son épouse au Cimetière Saint-Acheul ancien, à Amiens.

## Œuvres principales

### Sculpture
- Abbeville :
  - Monument aux morts du Sporting Club abbevillois au Stade Paul Delique, inauguré le 24 septembre 1922.
  - Les Patrouilleurs, Monument aux morts, inauguré le 3 juin 1923 en présence du Maréchal Foch[5].

- Amiens :

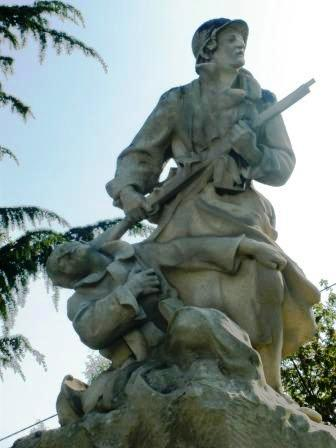
Marcelcave, partie supérieure du monument aux morts

  - Buste d’Adrien Fauga (bronze, 1907) au Cimetière Saint-Acheul ancien.
  - Sainte-Cécile (plâtre), Salon des Amis des Arts de la Somme (1908)
  - Groupe d’écoliers revenant de l’école (terre cuite), Salon des Amis des Arts de la Somme (1908)
  - L’Etreinte, médaille de vermeil, Salon des Amis des Arts de la Somme (1911)
  - Une Jeunesse, Douleur, L’Amour maternel, trois compositions, Salon des Amis des Arts de la Somme (27 juin 1914)
  - Pleureuse (pierre), tombe de son épouse, cimetière Saint-Acheul (1922)
  - Monument aux morts de l’Union de la boucherie, inauguré le 27 avril 1924.
- Arry : Le Guetteur, monument aux morts, (1921)[5].
- Coulonvillers : Buste de Poilu tenant une grenade, Monument aux morts, inauguré le 16 octobre 1921
- Estrées-sur-Noye : Buste de Poilu bras croisé, Monument aux morts, (1922-1923)
- La Faloise : Le Tourbier, Monument aux morts, inauguré le 17 septembre 1922
- Marcelcave : Groupe sculpté de Poilus à l’attaque, Monument aux morts, inauguré le 12 juillet 1925[5].

### Dessin
- Avant 1914, une dizaine de dessins représentant son épouse ou ses enfants
- Pendant la Grande Guerre, Louis Leclabart réalisa 145 dessins : portraits, paysages, objets et décors, tombes[2].

## Pour approfondir